# Altena (Nederlandse gemeente)

Topografisch kaartbeeld van de gemeente Altena

Altena is een gemeente in de Nederlandse provincie Noord-Brabant. De gemeente telt 58.293 inwoners en heeft een totale oppervlakte van 226,64 km², waarvan 200,63 km² land en 26,01 km² water (1 januari 2024, Bron: CBS).

## Geschiedenis
Het gemeentehuis staat in Almkerk. Altena ontstond op 1 januari 2019 door een fusie van drie Brabantse buurgemeenten in het Land van Heusden en Altena: Aalburg, Werkendam en Woudrichem. Altena was met 226,64 km² de grootste gemeente van de provincie Noord-Brabant qua oppervlakte tot op 1 januari 2022 de gemeente Land van Cuijk werd gevormd.
In opdracht van het college van Gedeputeerde Staten van Noord-Brabant dienden deze drie gemeenten uiterlijk op 1 januari 2019 te fuseren, nadat er al langere tijd besprekingen hadden plaatsgevonden zonder enig resultaat voor betere samenwerking. De provincie wenste de fusie, om te komen tot een slagvaardige gemeente. Het besluit tot fuseren werd in januari 2016 genomen, waarna een fusietraject werd uitgezet waarin binnen vastgestelde termijnen door de gemeenten vaste taken zouden worden uitgevoerd. De provincie ging ervan uit dat het fusietraject door de betrokken gemeenten zelfstandig kon worden uitgevoerd, op basis van de studie "Veerkrachtig bestuur in Brabant". Op die wijze hoefde een opgelegde fusie op basis van de Wet algemene regels herindeling (Wet Ahri), waarin de provincie de regie van de betrokken gemeenten overneemt, niet plaats te vinden.
Marcel Fränzel werd benoemd tot waarnemend burgemeester van deze fusiegemeente. Per 9 december 2019 is Egbert Lichtenberg burgemeester van Altena.

## Naam
De gemeentenaam Altena verwijst naar het Land van Altena, de regio die in het noorden van de fusiegemeente ligt. Het zuidoostelijk deel van de gemeente ligt in het Land van Heusden. 
De naamgeving verliep volgens de gebruikelijke procedure. Er werd een lokale naamgevingscommissie ingeschakeld, die onder leiding stond van René Bastiaanse, directeur van het Brabants Historisch Informatie Centrum. Bij de commissie kwamen in totaal 807 unieke namen binnen die beoordeeld werden.
Uit alle naamopties is door de commissie een shortlist gemaakt van vijf opties waar de gemeenteraden van de te fuseren gemeenten er elk drie kozen. Daarna kon de bevolking, vanaf 16 jaar, stemmen op de gekozen naamopties van de gemeenten. Hierbij kwam Altena als duidelijke winnaar uit de bus.
| Naamoptie        | Stemmen | %    |
| ---------------- | ------- | ---- |
| Almerwaard       | 948     | 5,0  |
| Altena           | 13.242  | 70,2 |
| Altena Biesbosch | 2.848   | 15,1 |
| Maas en Merwe    | 1.837   | 9,7  |
| Totaal           | 18.875  |      |

## Politiek

### Gemeenteraad
Op 21 november 2018 werden de eerste gemeenteraadsverkiezingen gehouden in Altena.
| Partij                   | 2018   | 2022   |
| ------------------------ | ------ | ------ |
| CDA                      | 8      | 8      |
| AltenaLokaal             | 6      | 6      |
| SGP                      | 5      | 5      |
| Progressief Altena       | 4      | 4      |
| ChristenUnie             | 4      | 4      |
| VVD                      | 3      | 2      |
| Vrije Volkspartij Altena | -      | 2      |
| Burgerstem Altena        | 1      | -      |
| Totaal                   | 31     | 31     |
| Opkomst                  | 52,14% | 56,31% |

### College van B&W
Het college van burgemeester en wethouders bestaat uit onderstaande personen.
| Naam                 | Functie            | Partij             | Portefeuille | Kernen                                                   |
| -------------------- | ------------------ | ------------------ | --- | -------------------------------------------------------- |
| Egbert Lichtenberg   | Burgemeester       | CDA                | - Openbare orde en - Veiligheid, inclusief APV en horeca - Regionale samenwerking, externe betrekkingen en lobby - Toezicht - Handhaving - Integriteit - Juridische zaken - Burgerzaken - Communicatie, mediabeleid en lokale omroep                                   |                                                          |
| Shah Sheikkariem     | Wethouder          | AltenaLokaal       | - 1e loco-burgemeester - Omgevingswet en ruimtelijke plannen - Gemeentelijk vastgoed - Sport - Gezondheid - P&O - Facilitymanagement - Informatisering/automatisering - Jongerenwerk - Ouderenwerk - Dienstverlening                                                   | - Giessen - Rijswijk - Sleeuwijk - Uitwijk - Waardhuizen |
| Wendy van Ooijen     | Wethouder          | CDA                | - 2e loco-burgemeester - Onderwijs/leerlingenvervoer - Huisvesting onderwijs - Jeugdwet - Bibliotheekwerk - Programma Werken in Altena, inclusief economie en WMI - Arbeidsmigranten - Inkoop en aanbesteding - Kerngericht werken/bestuurlijke vernieuwing            | - Almkerk - Drongelen - Dussen - Uppel - Veen            |
| Hans Tanis           | Wethouder          | SGP                | - 3e loco-burgemeester - Financiën - Grondzaken - Volkshuisvesting en Wonen - Bedrijventerreinen - ROB, insteekhaven en derde haven - Mobiliteit, inclusief A27 | - Andel - Nieuwendijk - Wijk en Aalburg                  |
| Anneloes van Hunnik  | Wethouder          | Progressief Altena | - 4e loco-burgemeester - Natuur en landschap, water en milieu - Armoedebeleid - P-wet - Schuldhulpverlening - MidZuid - Wmo - Maatschappelijke agenda (coördinerend) - Dierenwelzijn - Cultuur en erfgoed - Monumenten en archeologie - Vluchtelingen en statushouders | - Genderen - Hank - Oudendijk - Woudrichem               |
| Claudia Schipper     | Wethouder          | CDA                | - 5e loco-burgemeester - Duurzaamheid - Afval/grondstoffen - Recreatie en toerisme, inclusief VVV - Evenementen - Beheer openbare ruimte, inclusief buitendienst - Landbouw - Circulair voedselsysteem                                                                 | - Babyloniënbroek - Meeuwen - Eethen - Werkendam         |
| Rob van Wuijtswinkel | Gemeentesecretaris |                    | - Adviseur van het college van B&W |                                                          |

## Aangrenzende gemeenten
| Aangrenzende gemeenten      | Aangrenzende gemeenten | Aangrenzende gemeenten | Aangrenzende gemeenten | Aangrenzende gemeenten |
| --------------------------- | ---------------------- | ---------------------- | ---------------------- | ---------------------- |
| Hardinxveld-Giessendam (ZH) |                        | Gorinchem (ZH)         |                        |                        |
|                             |                        |                        |                        |                        |
| Dordrecht (ZH)              | Zaltbommel (Gld)       |                        |                        |                        |
|                             |                        |                        |                        |                        |
| Drimmelen                   |                        | Geertruidenberg        |                        | Heusden                |

## Inwoners

### Woonplaatsen
| Woonplaats (BAG) | Inwoners 2023 |
| ---------------- | ------------- |
| Werkendam        | 11.495        |
| Wijk en Aalburg  | 6.755         |
| Sleeuwijk        | 6.030         |
| Woudrichem       | 4.655         |
| Hank             | 4.345         |
| Almkerk          | 3.805         |
| Nieuwendijk      | 3.675         |
| Veen             | 3.165         |
| Andel            | 2.705         |
| Dussen           | 2.590         |
| Rijswijk         | 1.960         |
| Genderen         | 1.715         |
| Giessen          | 1.660         |
| Eethen           | 905           |
| Meeuwen          | 750           |
| Babyloniënbroek  | 435           |
| Drongelen        | 435           |
| Uitwijk          | 350           |
| Waardhuizen      | 290           |

### Overige kernen
| Plaats    | Aantal inwoners | Datum |
| --------- | --------------- | ----- |
| Oudendijk | 420             | 2012  |
| Uppel     | 522             | 2018  |

## Monumenten
In de gemeente zijn een aantal rijksmonumenten, gemeentelijke monumenten en oorlogsmonumenten, zie:
- Lijst van rijksmonumenten in Altena
- Lijst van gemeentelijke monumenten in Altena
- Lijst van oorlogsmonumenten in Altena
- Lijst van Stolpersteine in Altena

## Kunst in de openbare ruimte
In de gemeente Altena zijn diverse beelden, sculpturen en objecten geplaatst in de openbare ruimte, zie:
- Lijst van beelden in Altena

Hoofdplaats: Almkerk
Stad: Woudrichem      
Dorpen: Andel · Babyloniënbroek · Drongelen · Dussen · Eethen · Genderen · Giessen · Hank · Meeuwen · Nieuwendijk · Rijswijk · Sleeuwijk · Uitwijk · Veen · Waardhuizen · Werkendam · Wijk en Aalburg

Buurtschappen: Bronkhorst · Buurtje · De Baan · De Hoef · Duizend Morgen · Eng · Hill · Hoekeinde · Keizersveer · Kerkeinde · Kievitswaard · Kille · Korn · Moleneind · Oudendijk · Peerenboom · Schans · Spijk · Stenenheul · Steurgat · Uppel · Vierbannen · Vijcie · 't Zand · Zandwijk

Verdwenen plaatsen: Aartswaarde · Almonde · Eemkerk · Emmikhoven · Gansoyen · Hagoort · Honswijk · Munsterkerk · Muilkerk

Noord-Brabant: Steden en dorpen in Noord-Brabant      Nederland: Provincies · Gemeenten
Alphen-Chaam · Altena · Asten · Baarle-Nassau · Bergeijk · Bergen op Zoom · Bernheze · Best · Bladel · Boekel · Boxtel · Breda · Cranendonck · Deurne · Dongen · Drimmelen · Eersel · Eindhoven · Etten-Leur · Geertruidenberg · Geldrop-Mierlo · Gemert-Bakel · Gilze en Rijen · Goirle · Halderberge · Heeze-Leende · Helmond · 's-Hertogenbosch · Heusden · Hilvarenbeek · Laarbeek · Land van Cuijk · Loon op Zand · Maashorst · Meierijstad · Moerdijk · Nuenen, Gerwen en Nederwetten · Oirschot · Oisterwijk · Oosterhout · Oss · Reusel-De Mierden · Roosendaal · Rucphen · Sint-Michielsgestel · Someren · Son en Breugel · Steenbergen · Tilburg · Valkenswaard · Veldhoven · Vught · Waalre · Waalwijk · Woensdrecht · Zundert

Steden en dorpen · Voormalige gemeenten · Nederland: Provincies · Gemeenten